# Granieri
Granieri (Graneri in siciliano) è una frazione di Caltagirone, comune italiano della Città metropolitana di Catania, che conta 407 abitanti. Sorge a 18 km di distanza dal centro siciliano e 81 Km dal capoluogo Catania , ed è ubicata nei tavolati pliocenici nella parte meridionale del territorio comunale, in una zona di produzione agricola, a est rispetto alla Riserva naturale orientata Bosco di Santo Pietro.

## Geografia
Granieri dista 17 km da Caltagirone ed è situata a 351 m s.l.m.. Il borgo è situato nella parte meridionale e orientale del territorio comunale di Caltagirone, e confina a nord con contrada Favarella, a sud con Mazzarrone, a ovest con le frazioni Piano San Paolo e Santo Pietro, a est con Licodia Eubea.
Granieri comprende le seguenti contrade: Albanazzo, Camarella, Cirrìo, Conventazzo, Costabaira, Cugnolungo, Favara, Inchiuso, Insolio, Mascalucia, Olivella, Piano Evoli, Pietra Scritta, Poggio delle Forche, Ramione, Vaito, Valle Bruca. Il suo nucleo è localizzato nella zona corrispondente all'ex feudo, e si sviluppa nelle adiacenze del castello, situato nella parte occidentale del territorio. Parte del suo territorio ricade nella Riserva naturale orientata Bosco di Santo Pietro.

### Clima
| GRANIERI            | Mesi | Mesi | Mesi | Mesi | Mesi | Mesi | Mesi | Mesi | Mesi | Mesi | Mesi | Mesi | Stagioni | Stagioni | Stagioni | Stagioni | Anno |
| GRANIERI            | Gen  | Feb  | Mar  | Apr  | Mag  | Giu  | Lug  | Ago  | Set  | Ott  | Nov  | Dic  | Inv      | Pri      | Est      | Aut      | Anno |
| ------------------- | ---- | ---- | ---- | ---- | ---- | ---- | ---- | ---- | ---- | ---- | ---- | ---- | -------- | -------- | -------- | -------- | ---- |
| T. max. media (°C)  | 12,4 | 13,0 | 14,2 | 16,6 | 20,9 | 25,2 | 27,9 | 28,4 | 25,7 | 21,3 | 17,3 | 13,8 | 13,1     | 17,2     | 27,2     | 21,4     | 19,7 |
| T. media (°C)       | 9    | 9,4  | 10,4 | 12,6 | 16,6 | 20,8 | 23,3 | 24,0 | 21,6 | 17,6 | 13,7 | 10,5 | 9,6      | 13,2     | 22,7     | 17,6     | 15,8 |
| T. min. media (°C)  | 5,7  | 5,8  | 6,7  | 8,7  | 12,4 | 16,4 | 18,8 | 19,6 | 17,5 | 13,9 | 10,2 | 7,3  | 6,3      | 9,3      | 18,3     | 13,9     | 11,9 |
| Precipitazioni (mm) | 60   | 41   | 39   | 29   | 17   | 6    | 4    | 12   | 31   | 85   | 61   | 61   | 162      | 85       | 22       | 177      | 446  |

## Storia
Le origini del feudo Graneri non sono certe, ma pare che sin dall'epoca normanna, rientrava nella vasta baronia di Fetanasimo, nei pressi di Caltagirone, da cui fu scorporato in epoca aragonese. A metà XIV secolo il feudo risultava essere di proprietà di Nicola Lancia, nobile di Siracusa e Maestro Razionale del Regno, che nel 1345 fu venduto per 200 onze a Riccardo Piza di Vizzini. Nel 1356, Corrado Piza, figlio di Riccardo, vendette il feudo per 100 onze a Ruggero Scolaro di Licodia. Lo Scolaro donò il feudo Graneri al Monastero di Santa Maria di Licodia; tale donazione fu confermata, fermo restanto l'obbligo del servizio militare, da re Federico IV di Sicilia il 16 maggio 1363, e fu riconfermata il 7 luglio 1365. La donazione fu fatta in base a "il patto della redenzione".
Nel 1417, i Benedettini vendettero il feudo per 150 onze a Francesco Paternò Ventimiglia, barone d'Imbaccari e dei Supplimenti di Trapani, Sciacca e Mazzara, e Maestro di Campo del re Alfonso V d'Aragona. Il Paternò, sul feudo ebbe investitura al titolo di I barone di Graneri il 6 febbraio 1453. Successivamente i monaci vollero restituito il feudo e, dopo controversie, ne ottennero nuovamente il possesso che si manterrà fino alla confisca del 1866 in attuazione alle leggi eversive sui beni ecclesiastici. Il feudo Granieri, incamerato dal Regio Demanio, fu suddiviso in dodici quote, ognuno corrispondente alla contrada che lo costituiva, nel 1869 fu venduto all'asta per un importo complessivo di 421.000 lire. Le suddette quote furono acquisite all'asta da sei partecipanti, e cinque dei dodici lotti dell'ex feudo vennero aggiudicati al cavalier Antonino Silvestri da Palermo, che pagò 176.000 lire. Silvestri vi fece edificare nel 1885 una vasta masseria, che divenne la sede direzionale e logistica della nuova tenuta agricola.
La masseria costituì il primo nucleo abitato di Granieri, e verso la fine del XIX secolo si insediarono alcune famiglie di contadini provienienti quasi esclusivamente da Ragusa, Comiso e Chiaramonte Gulfi. In base a disposizioni date dal barone Giovanni Silvestri, figlio di Antonino, prima della sua morte avvenuta nel 1923, che imponevano il popolamento dell'ex feudo con contadini, enfiteuti, mezzadri e braccianti, i figli Antonino e Michele, suoi eredi, diedero fondazione al nuovo borgo. Nel 1925, i fratelli Silvestri concessero in enfiteusi i primi otto lotti di terreno edificabile ad altrettanti enfiteuti, con l'obbligo, per questi, di edificare la casa per abitazione. Gli enfiteuti dovevano corrispondere un censo enfiteutico annuo nella misura di 20 lire. Le case furono costruite con il concorso finanziario degli stessi Silvestri, che in tal modo beneficiarono i primi costruttori del borgo.
Il nuovo borgo, che nei documenti catastali dell'epoca era denominato Villaggio Agricolo Granieri, assunse un assetto urbanistico compatto, e nel 1930 contava quaranta nuove case.  Dopo la seconda guerra mondiale, Granieri fu dotata delle infrastrutture e dei servizi necessari: la prima scuola (1952), la costruzione della chiesa e dell'ambulatorio, l'apertura dell'ufficio postale, l'elettrificazione, l'installazione della rete telefonica (1955), l'illuminazione pubblica (1956); la costruzione della rete fognaria (1961). Il processo di espansione urbanistica ed edilizia di Granieri si interruppe nei primi anni sessanta, sia per la mancanza di ulteriori aree da urbanizzare che non furono concesse dai proprietari, sia per il fenomeno dell'emigrazione, che all'epoca coinvolse anche la piccola borgata.
Granieri fece parte della frazione calatina di Mazzarrone, dove agli inizi degli anni sessanta sorse un comitato per la separazione da Caltagirone e la costituzione a comune autonomo, ma gli abitanti della borgata non vi aderirono e preferirono rimanere a far parte del comune siciliano. Nel 1969, il Comune di Caltagirone istituì la delegazione comunale a Granieri, elevata a frazione. Nel 1970-71, a Mazzarrone si svolse un referendum popolare con il quale ai cittadini venivano invitati ad esprimersi in merito alla sua costituzione a comune a sé stante: l'esito del referendum vide prevalere nettamente il voto favorevole alla separazione da Caltagirone in tutte le contrade, e le consultazioni interessarono anche Granieri, dove invece gli abitanti si espressero a maggioranza contro l'eventuale separazione dalla città.

## Monumenti e luoghi d'interesse

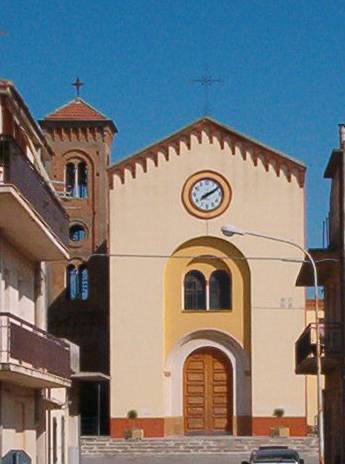
Chiesa di San Giovanni Battista

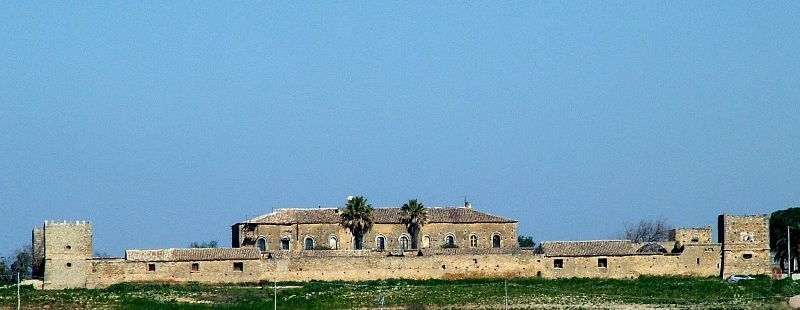
Masseria Silvestri

La chiesa fu edificata nella seconda metà del XX secolo, su un appezzamento di terreno donato dal barone Antonino Silvestri nel 1948. Inaugurata nel 1956, vi fu trasferita la parrocchia di San Giovanni Battista, eretta l'8 dicembre 1952 dal Vescovo di Caltagirone, e che aveva sede nella cappella posta all'interno della Masseria Silvestri.
La chiesa presenta una impostazione planimetrica ad aula rettangolare con terminazione absidale semicircolare. Il prospetto è costituito da un impianto retto e squadrato; l'alzato si articola su due piani dal differente aggetto: quello più arretrato, è definito dall'arco a tutto sesto che include il portale d'accesso alla navata e il soprastante finestrone. La copertura esterna è costituita da un tetto a due falde inclinate, poggianti su un solaio piano con travi emergenti in cemento armato nel suo intradosso e visibili dall'aula, con una impostazione a cassettoni. Accanto al lato sinistro della chiesa, si colloca il campanile, costituito da un basamento definito da un cornicione in lieve aggetto costituito da arcatelle cieche in laterizio, e dal soprastante alzato a tre elevazioni segnate da due bifore tra cui si interpone un finestrone circolare.
L'interno è a navata unica, con decorazioni sobrie. Nel corso degli anni sono stati realizzati il fonte battesimale; l'altare conciliare in marmi pregiati, un bassorilievo raffigurante il Cristo risorto; il pavimento in granito. Al suo interno, un dipinto del pittore calatino ottocentesco Francesco Vaccaro (La Pietà), ed un pregevole bassorilievo in maiolica raffigurante il Battesimo di Gesù, opera dell'artista calatino Tano Angelico. La chiesa di San Giovanni Battista è dotata di casa canonica e di scuola materna, con annesso salone parrocchiale.
Masseria Silvestri (o Castello di Granieri)
Edificata nel 1885 per volontà del cavaliere Antonino Silvestri, proprietario di buona parte del feudo Granieri, sorge nella parte occidentale del territorio della frazione, fuori dal centro abitato. La masseria, avente struttura di una fortezza, è ad impianto rettangolare con dimensioni di 70 x 100 m circa, e ai quattro angoli è caratterizzata dalla presenza di torri a pianta quadrata, e tra questi corre un muro di cinta alto circa 4 metri privo di aperture verso la campagna. Le torri sono costruite con pietre irregolari di piccolo taglio, ma con cantonali ed aperture a bugne lavorate e sagomate.  Nei due lati corti si aprono gli archi di accesso al vasto cortile interno, sul quale si affacciano i diversi locali adibiti ad alloggi e magazzini. Dal cortile si accede al palazzo padronale, posto sul lato nord, a pianta rettangolare a due elevazioni, addossato al muro di cinta sul lato nord. I locali al pianterreno erano adibiti ad uffici e locali di servizio dell'azienda agricola, il piano superiore era destinato ad abitazione della famiglia Silvestri.
La masseria è stat ristrutturata per oltre la metà ed in via di ristrutturazione per la restante parte. Il politico Mario Scelba, esponente politico della Democrazia Cristiana, di cui è stato parlamentare, ministro e capo del governo, visse la sua infanzia e la sua giovinezza con la famiglia all'interno della masseria, poiché il padre Gaetano era campiere del Barone Silvestri.
Nella Torretta di Nord Ovest fu Ospitato dal Barone Giovanni Silvestri, figlio unico di Antonio, Don Luigi Sturzo, prima che questi riparasse all'Estero nel 1924, che notò il piccolo Mario Scelba e lo fece studiare a spese della Curia, offrendogli così la possibilità del percorso politico sopra descritto.
Nella Torretta di Nord Est per lunghi anni fu ospitata la scuola Elementare che in unica classe raccoglieva i giovani in età scolare guidati da una Maestra che veniva da Caltagirone.
Nonostante l'architettura da castello è una Masseria Fortificata di fine Ottocento concepita con criteri di estrema modernità per quell'epoca. Oltre ad una maestosa cantina vi sono locali dedicati alle svariate produzioni Agricole, frantoi, palmenti, formaggiere, .... oltre alle stalle e vari locali di stoccaggio delle derrate. Vi fu introdotta anche una moderna amministrazione con la Partita Doppia.
Alla Masseria Silvestri furono girate alcune scene del film Il garofano rosso del 1976, diretto da Luigi Faccini.

## Società

### Evoluzione demografica
Abitanti censiti

### Lingue e dialetti
Gli abitanti di Granieri parlano un subdialetto appartenente al gruppo dei dialetti metafonetici sudorientali tipici del Ragusano, seppur la frazione ricada nel comune di Caltagirone, ove si parla un dialetto appartenente a un altro ramo della lingua siciliana, ossia quello orientale senza metafonia.

### Istituzioni, enti e associazioni
A Granieri sorge una stazione dell'Arma dei Carabinieri. La presenza del corpo militare nella zona risale al 1914, quando all'interno della Masseria Silvestri venne istituita la stazione dei carabinieri rurali.

### Religione
Il 29 agosto di ogni anno, a Granieri si svolgono le festività in onore a San Giovanni Battista, patrono della frazione.
Altre festività religiose importanti sono quelle della Via Crucis in occasione del Venerdì Santo, quella dell'Immacolata Concezione, quella di San Giuseppe e quella del Corpus Domini.

## Cultura

### Archivi e biblioteche
A Granieri è presente una biblioteca, istituita nel 1996, facente parte del Sistema Bibliotecario Urbano (SBU) del Comune di Caltagirone. Dotata di oltre 3.000 volumi, tra cui enciclopedie, letteratura per ragazzi, saggistica, letteratura italiana e straniera, storia e arte, possiede volumi dedicati alla viticoltura.

### Eventi
Dal 1997, a Granieri si svolge nel mese di agosto, la sagra dell'uva.

## Economia
L'economia di Granieri è prevalentemente agricola con la produzione di pregiate uve da tavola, tra le quali la varietà Italia, Cardinal, Red Globe, Matilde. Si producono inoltre agrumi, fiori, frumento, olive, patate, pesche, ortaggi in serra.
La zona rientra nei territori di produzione:
- dell'uva da tavola I.G.P. Uva da tavola di Mazzarrone;
- del vino D.O.C.G. Cerasuolo di Vittoria;
- dell'olio d'oliva D.O.P. Monti Iblei, sottozona Calatino;
- dell'I.G.P. Arancia Rossa di Sicilia.[31]

## Infrastrutture e trasporti
Granieri è attraversata da una strada provinciale, la SP 63 che collega Caltagirone con Mazzarrone.
Nella frazione transitano gli autobus dell'AST che collegano Caltagirone con Catania.

## Galleria d'immagini

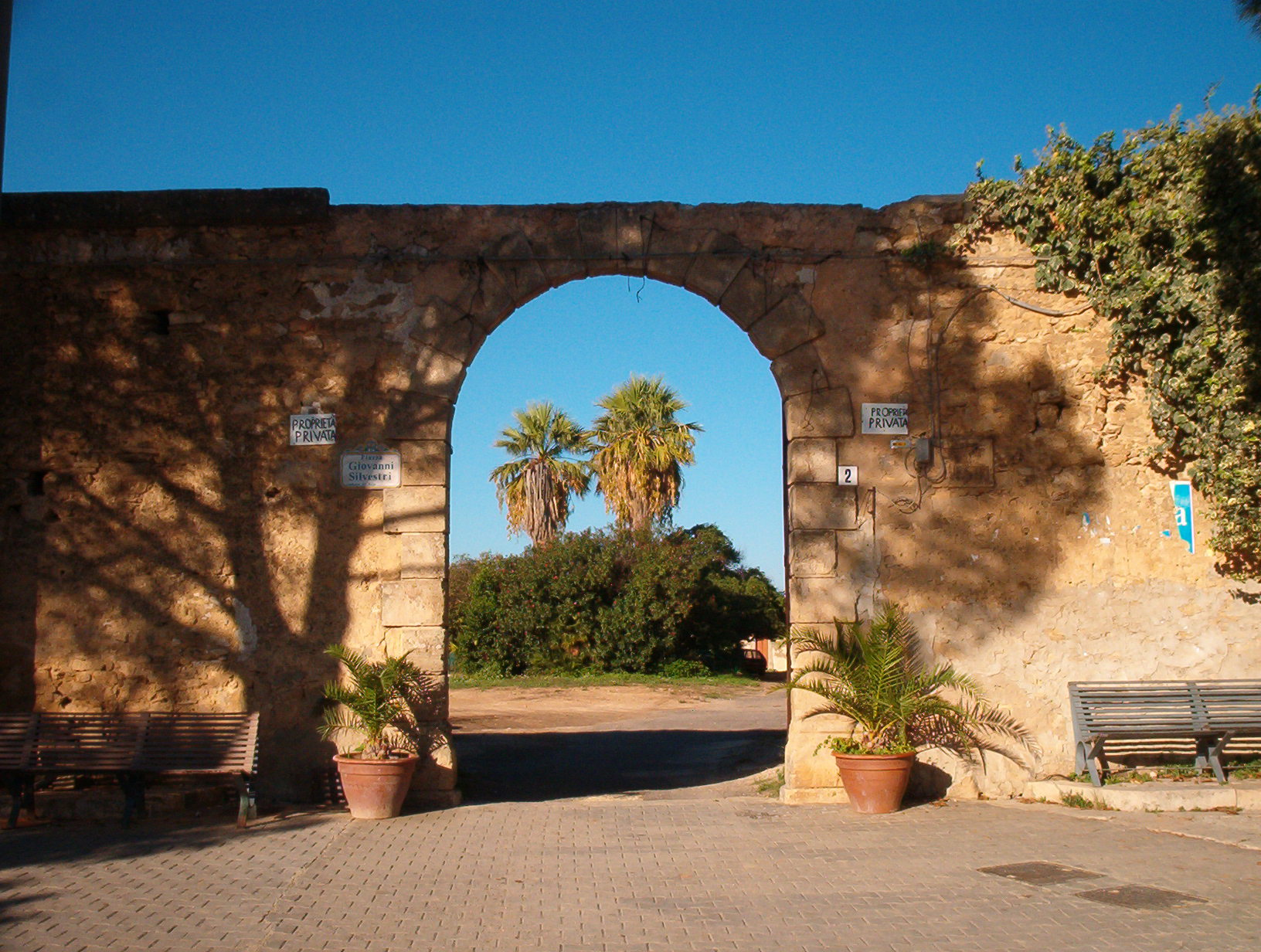
Accesso alla masseria Silvestri
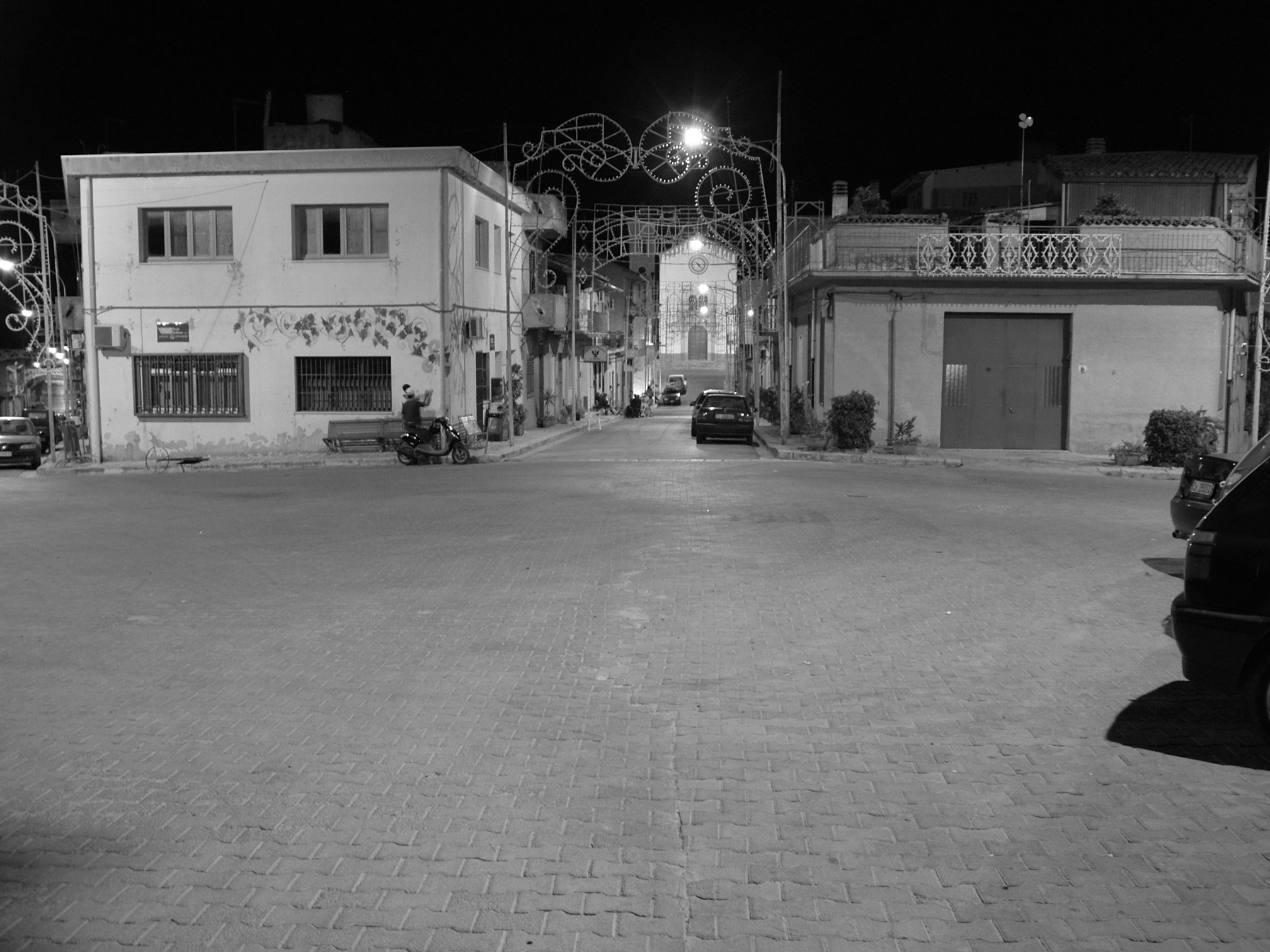
Piazza Silvestri in notturna
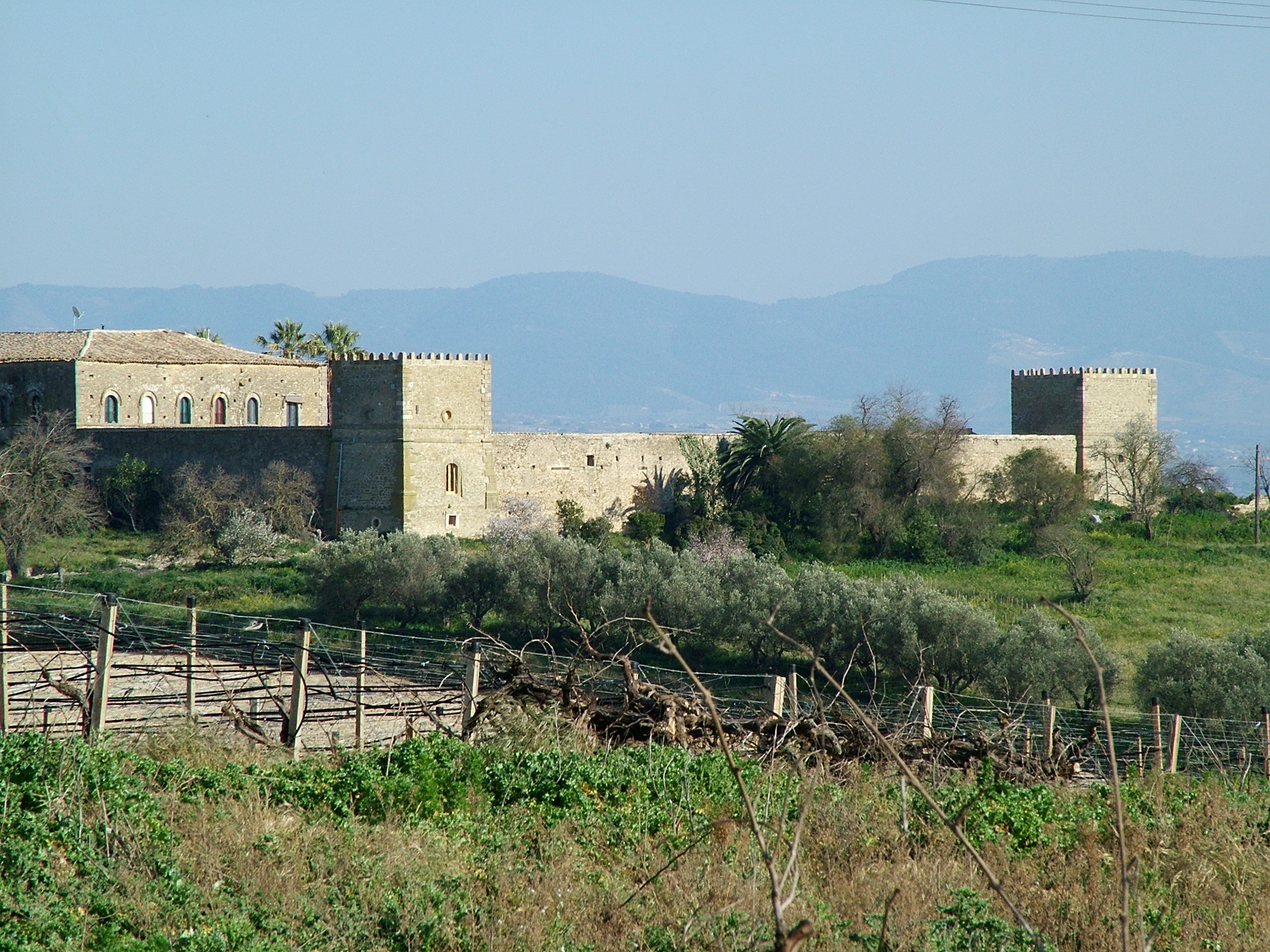
Lato ovest della masseria Silvestri
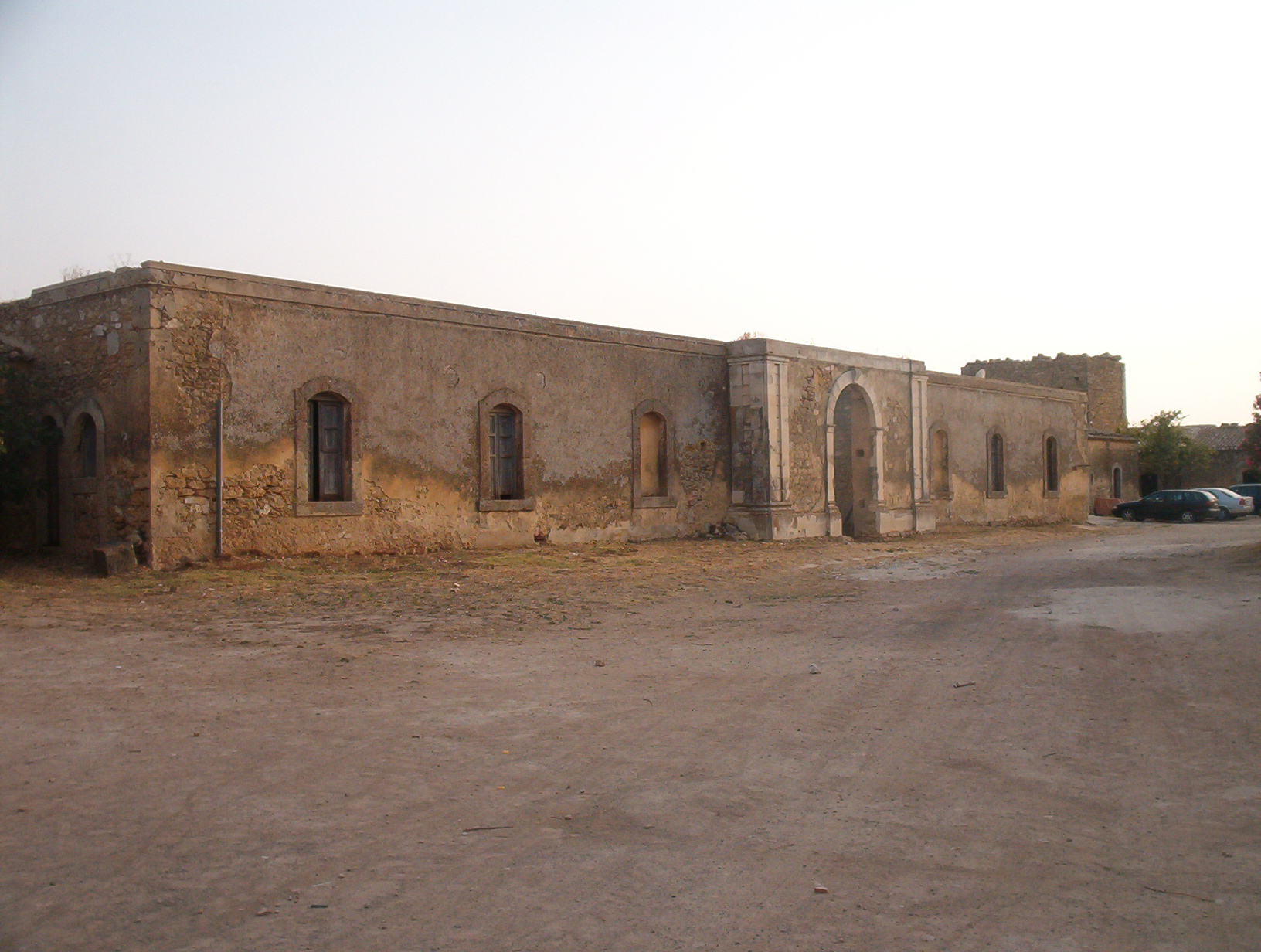
Cortile interno masseria Silvestri
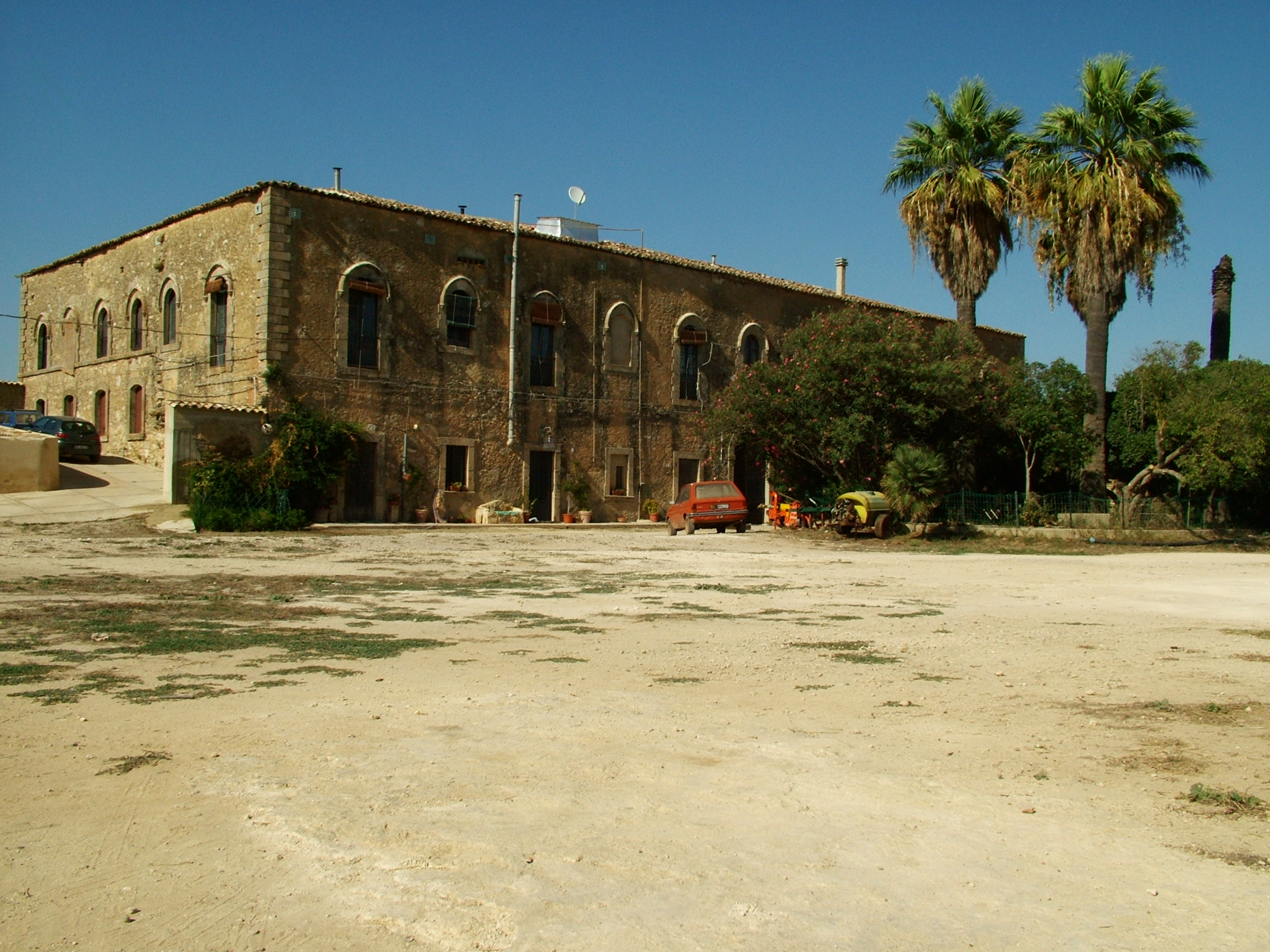
Palazzo padronale della masseria Silvestri
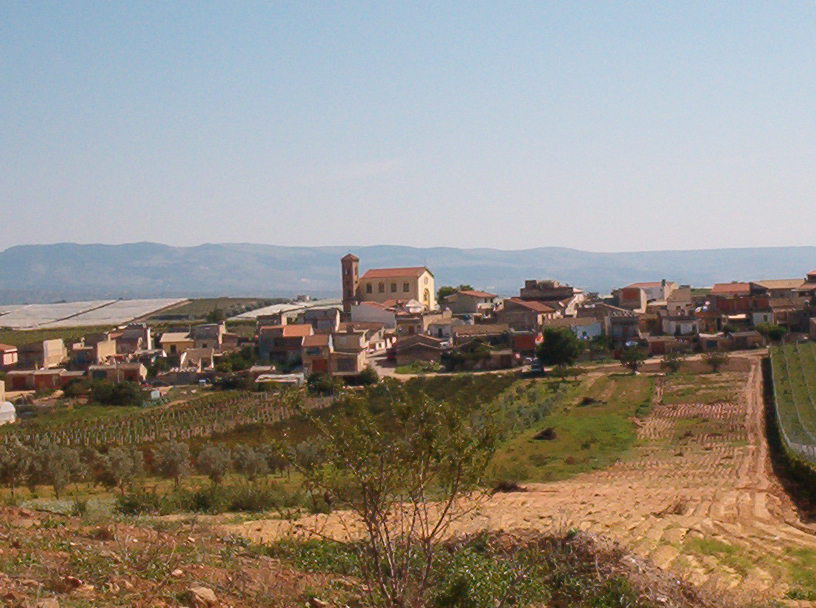
Panorama
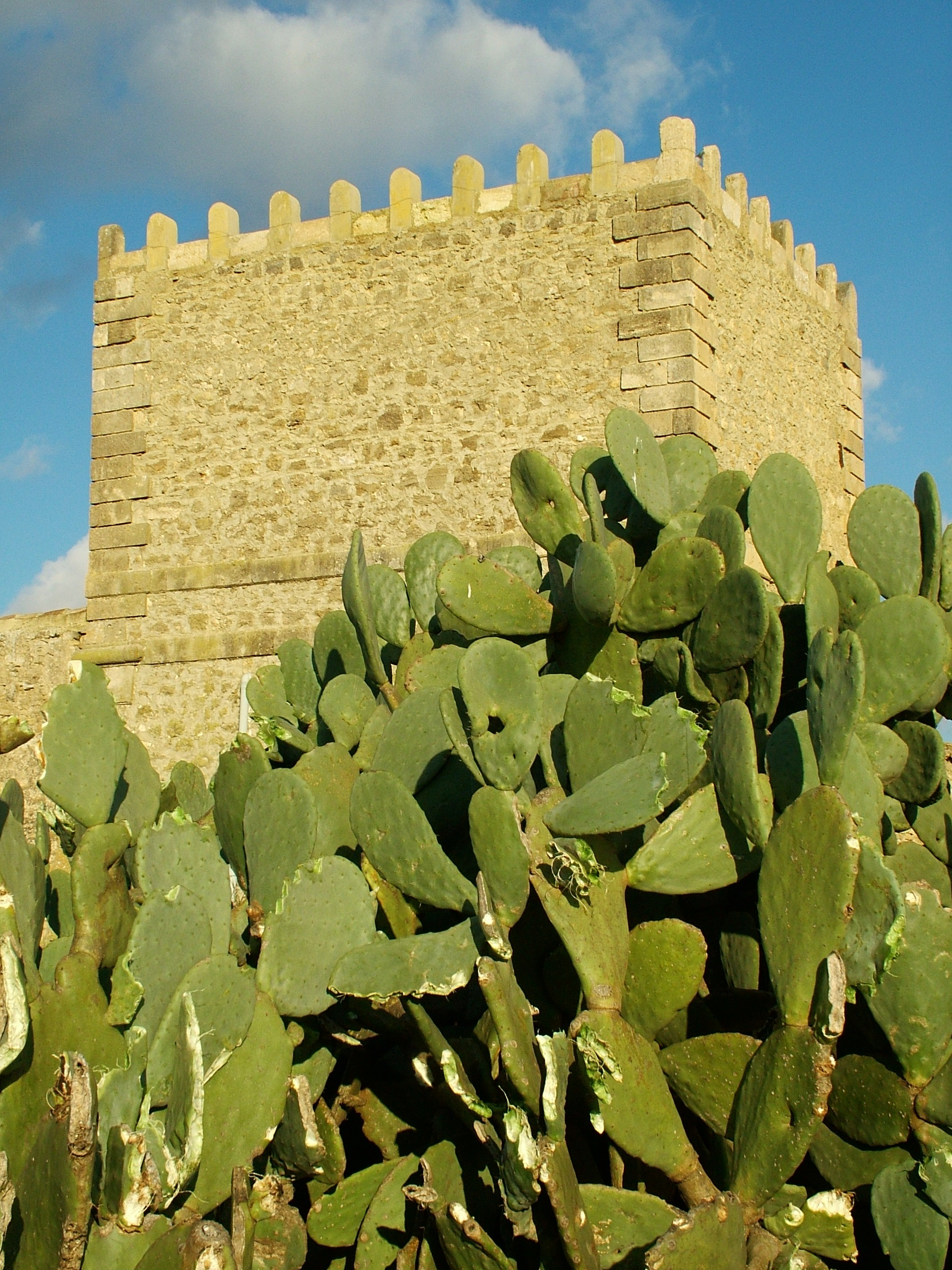
Torre angolare della masseria Silvestri
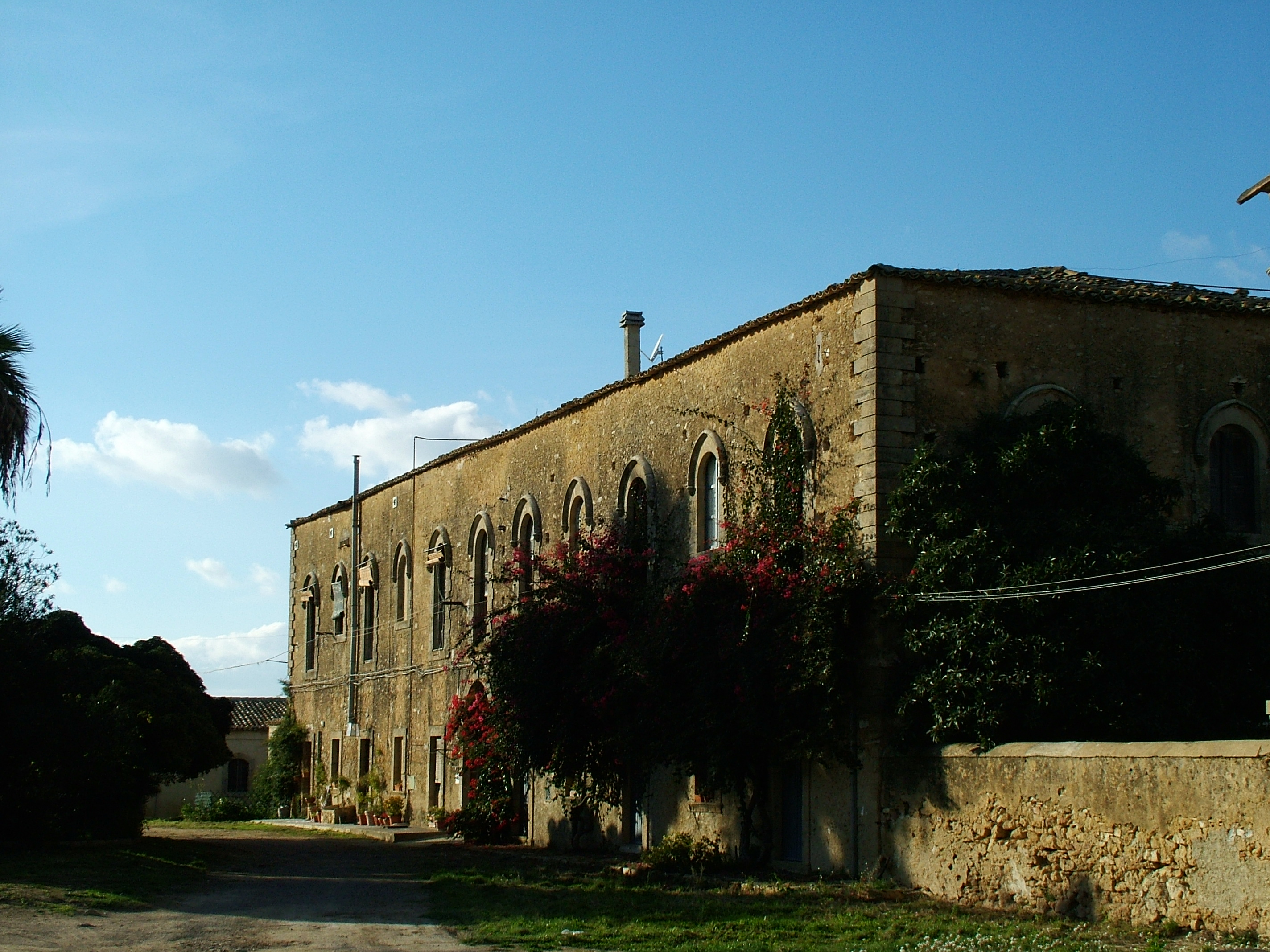
Palazzo padronale della masseria Silvestri
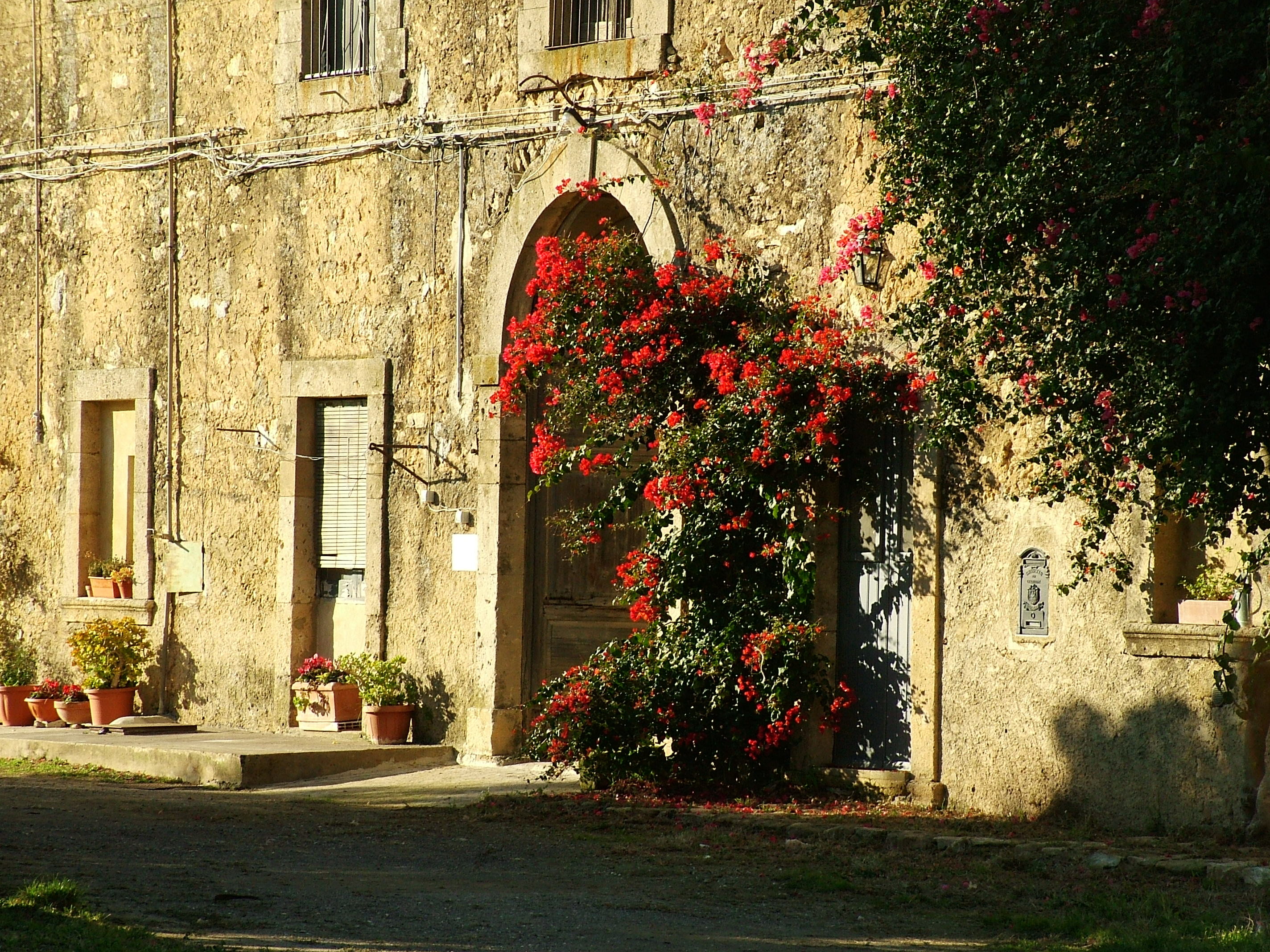
Particolare palazzo padronale della masseria Silvestri
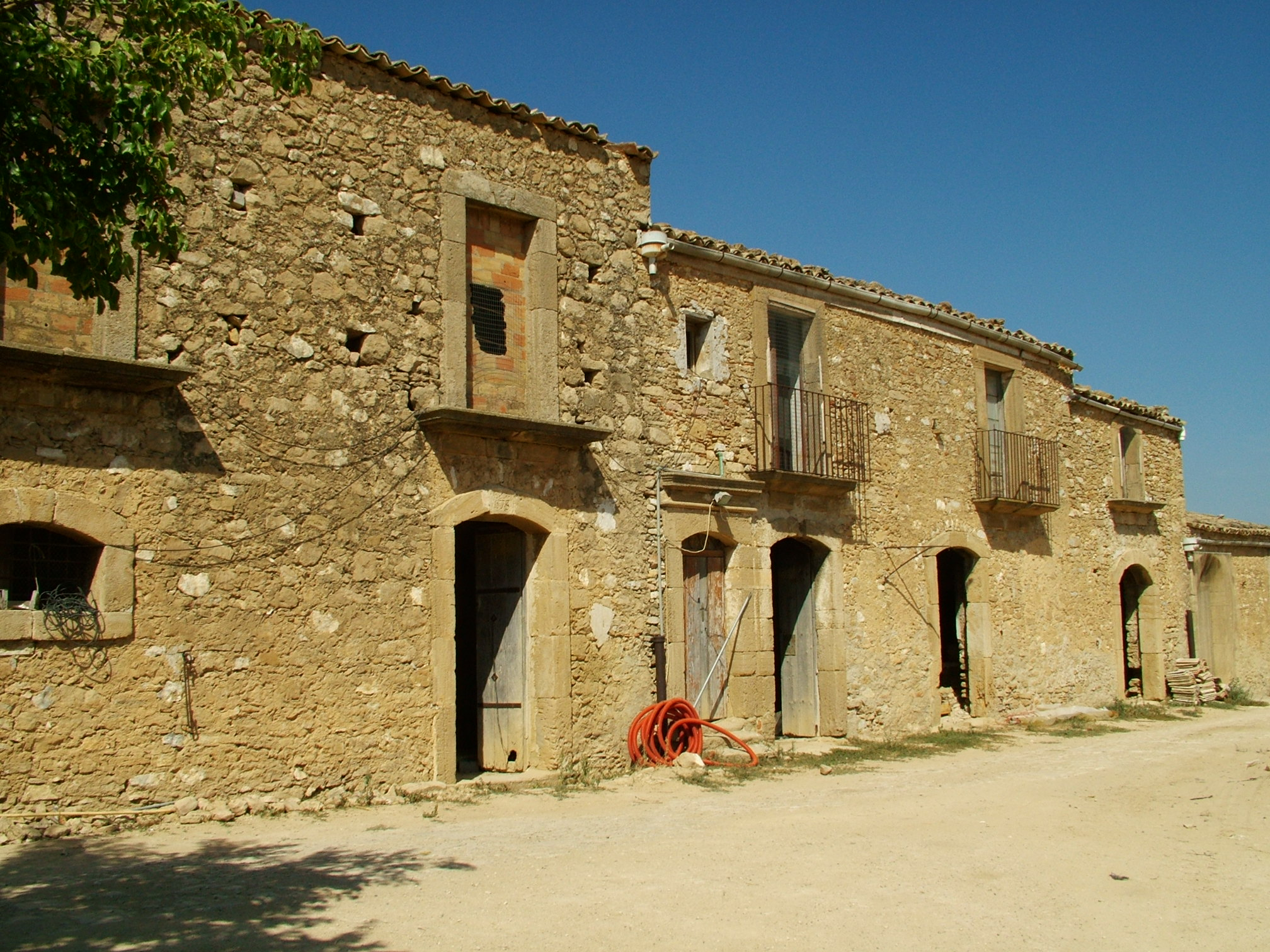
Case conventazzo